# 蒙森山
蒙森山（英語：Mount Monson）是南極洲的山峰，位於瑪麗伯德地，處於維維安冰原島峰東北面3公里，屬於麥凱山脈的一部分，海拔高度1,155米，由美國研究隊繪入地圖，現時由南極條約體系管理。